# Потапов, Фёдор Иванович
Фёдор Иванович Потапов (25 февраля 1921 года, с. Ступино, Астраханская губерния, РСФСР, СССР — 13 июля 2017 год) — Председатель Махачкалинского горисполкома (1961—1963). По национальности — русский.

## Биография
Родился в 1921 году в селе Ступино Астраханской губернии. Учился в Дагестанском механическом техникуме, окончил областную партшколу и Высшую партийную школу при ЦК КПСС. С 1940 по 1947 годы служил в Военно-Морском флоте, участвовал в Великой Отечественной войне. После демобилизации избран освобожденным секретарем комитета ВЛКСМ Дагестанского государственного медицинского института. С 1950 года работал инструктором, далее заведующем отделом Махачкалинского горкома КПСС, первым секретарем Буйнакского горкома партии, председателем Буйнакского, а затем с 1961 по 1963 годы Махачкалинского горисполкомов. С 1963 по 1969 годы работал заместителем председателя комитета народного контроля. С 1969 по 1981 годы являлся министром бытового обслуживания населения Дагестанской АССР.

## Награды и медали
- Медаль «За оборону Одессы» (22.12.1942)
- Медаль «За оборону Кавказа» (01.05.1944)
- Медаль «За победу над Германией в Великой Отечественной войне 1941—1945 гг.» (09.05.1945)
- Медаль «За отвагу» (30.05.1951)
- Орден Трудового Красного Знамени.
- Орден «Знак Почёта».
- Пять различных медалей.